# Погребняк Павло Вікторович
Павло́ Ві́кторович Погребня́к (нар. 8 листопада 1983, Москва, РРФСР) — російський футболіст. Грає на позиції нападника. Представляє клуб «Урал» та збірну Росії. Заслужений майстер спорту Росії (2008).

## Клубна кар'єра
Павло почав займатися футболом з 6 років у дитячо-юнацькій школі московського «Спартака». У 2001 році він дебютував у складі резервної команди, а вже наступного року потрапив до основної команди. Протягом 2001—2003 років він провів в основній команді 23 матчі, забивши 8 голів.
У 2003 році Погребняка віддали в оренду в калінінградську «Балтику», де він забив 15 голів у 40 матчах. Наступного сезону він повернувся до «Спартака», однак того ж року його знову віддали в оренду, цього разу в підмосковні «Хімки». 2005 року тривала подорож Павла клубами Росії — новий сезон він розпочав у ярославському «Шиннику», де забив 4 голи в 23 матчах.

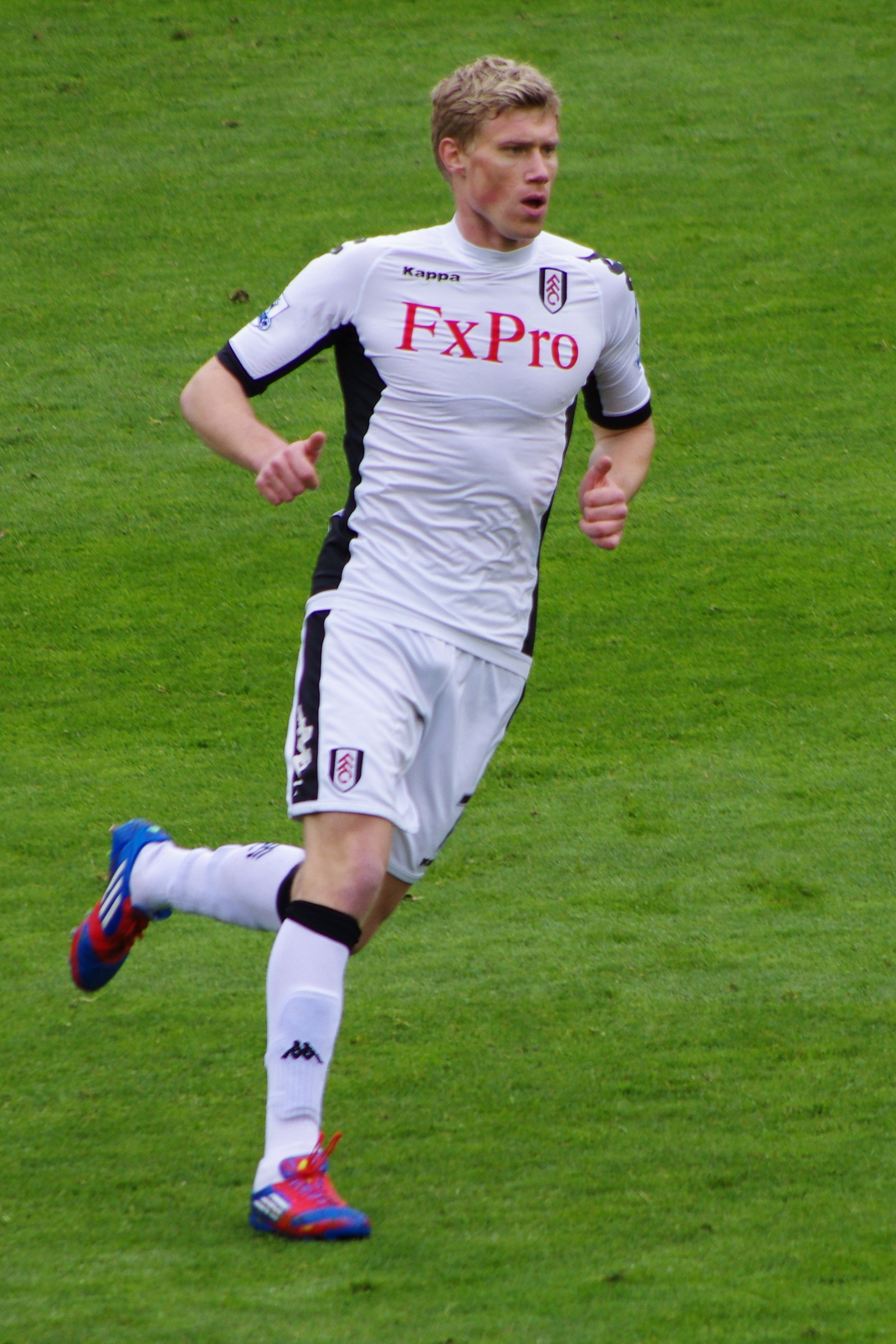
Павло Погребняк під час виступів за «Фулгем». 6 травня 2012 року.

2006 року керівництво «Спартака» вирішило продати права на Погребняка. Новою командою молодого нападника став футбольний клуб «Том», а сума трансфера склала 2 мільйони євро. Сезон у Томську виявився для Павла проривним: він забив 13 м'ячів у 26 матчах та вперше отримав виклик до збірної Росії.
Успішна гра футболіста привернула до нього увагу тренера пітерського «Зеніту» Діка Адвоката, який забажав бачити Погребняка у своїй команді. Так Павло опинився у Пітері, а «Том» отримала 5 мільйонів євро відступних. У 2007 році Погребняк в складі «Зеніта» виграв чемпіонат Росії, наступного року став володарем Суперкубка Росії, забивши вирішальний гол, що приніс його команді перемогу з рахунком 2:1.
У Кубку УЄФА сезону 2007/08 Погребняк, забивши 10 голів, став разом з Лукою Тоні найкращим бомбардиром турніру, чим допоміг «Зеніту» вийти у фінал, який сам нападник пропустив через перебір жовтих карток. Однак це не завадило пітерцям перемогти та стати володарями Кубку УЄФА. У матчі за Суперкубок УЄФА в серпні 2008 року Погребняк забив один з двох м'ячів у ворота «Манчестер Юнайтед», що дозволило «Зеніту» здобути перемогу 2:1.
У січні 2009 року «Зеніт» оголосив, що готується продати Павла до англійського «Блекберн Роверз». Однак угода не відбулася, і у серпні 2009 року він перейшов до німецького «Штутгарта», який заплатив за футболіста 4,5 мільйона євро. Контракт підписали строком на 3 роки. Дебют Погребняка за «Штутгарт» відбувся 8 серпня 2009 року в матчі проти чинного чемпіона Німеччини «Вольфсбурга», де Павло провів на полі всі 90 хвилин. Свій перший гол за німецьку команду він забив 15 серпня в матчі проти «Фрайбурга», у якому, крім того, ще й заробив пенальті (загальний рахунок 4:2). 18 вересня 2010 року «Штутгарт» обіграв менхенгладбахську «Боруссію» з рахунком 7:0. Погребняк провів на полі 73 хвилини та відзначився хет-триком. Цей хет-трик став для Павла першим у Бундеслізі. Приблизна річна заробітна плата Погребняка в «Штутгарті» становила 4 мільйони євро.
31 січня 2012 року Погребняка віддали в оренду англійському «Фулгему» до кінця сезону. Вартість операції становила 500 тисяч євро. 11 лютого, у першому ж матчі за лондонців Павло забив м'яч у ворота «Сток Сіті», ставши таким чином першим російським футболістом, якому вдалося відзначитися в дебютному матчі англійської Прем'єр-ліги. 4 березня у матчі з «Вулвергемптоном» Павло оформив хет-трик, а його клуб здобув перемогу з рахунком 5:0.
Влітку 2012 року на правах вільного агента перейшов у «Редінг», де провів наступні три сезони.
27 серпня 2015 року Погребняк підписав трирічний контракт з московським «Динамо». У команді нападник отримав 8-й номер.

### Статистика виступів у клубах
Станом на 10 березня 2012 року
| Клуб                    | Сезон             | Ліга | Ліга | Кубки | Кубки | Єврокубки | Єврокубки | Інші | Інші | Загалом | Загалом |
| Клуб                    | Сезон             | Ігри | Голи | Ігри  | Голи  | Ігри      | Голи      | Ігри | Голи | Ігри    | Голи    |
| ----------------------- | ----------------- | ---- | ---- | ----- | ----- | --------- | --------- | ---- | ---- | ------- | ------- |
| Спартак (Москва)        | 2002              | 2    | 0    | 0     | 0     | 0         | 0         | 0    | 0    | 2       | 0       |
| Спартак (Москва)        | 2003              | 0    | 0    | 0     | 0     | 0         | 0         | 0    | 0    | 0       | 0       |
| Спартак (Москва)        | 2004              | 16   | 2    | 1     | 0     | 5         | 3         | 1    | 0    | 23      | 5       |
| Спартак (Москва)        | Загалом           | 18   | 2    | 1     | 0     | 5         | 3         | 1    | 0    | 25      | 5       |
| Балтика (Калінінград)   | 2003              | 40   | 15   | 1     | 0     | 0         | 0         | 0    | 0    | 41      | 15      |
| ФК Хімки                | 2004              | 12   | 6    | 1     | 0     | 0         | 0         | 0    | 0    | 13      | 6       |
| Шинник (Ярославль)      | 2005              | 23   | 4    | 2     | 1     | 0         | 0         | 0    | 0    | 25      | 5       |
| ФК Том                  | 2006              | 26   | 13   | 1     | 1     | 0         | 0         | 0    | 0    | 27      | 14      |
| Зеніт (Санкт-Петербург) | 2007              | 24   | 11   | 4     | 2     | 15        | 11        | 0    | 0    | 43      | 24      |
| Зеніт (Санкт-Петербург) | 2008              | 19   | 6    | 0     | 0     | 10        | 1         | 2    | 2    | 31      | 9       |
| Зеніт (Санкт-Петербург) | 2009              | 15   | 5    | 1     | 1     | 0         | 0         | 0    | 0    | 16      | 6       |
| Зеніт (Санкт-Петербург) | Загалом           | 58   | 22   | 5     | 3     | 25        | 12        | 2    | 2    | 90      | 39      |
| ФК Штутгарт             | 2009/10           | 28   | 7    | 1     | 0     | 10        | 2         | 0    | 0    | 39      | 9       |
| ФК Штутгарт             | 2010/11           | 26   | 8    | 3     | 2     | 5         | 2         | 0    | 0    | 34      | 12      |
| ФК Штутгарт             | 2011/12           | 14   | 1    | 1     | 0     | 0         | 0         | 0    | 0    | 16      | 1       |
| ФК Штутгарт             | Загалом           | 68   | 16   | 5     | 2     | 15        | 4         | 0    | 0    | 88      | 22      |
| Фулгем (Лондон)         | 2011/12           | 4    | 5    | 0     | 0     | 0         | 0         | 0    | 0    | 4       | 5       |
| Всього за кар'єру       | Всього за кар'єру | 250  | 82   | 16    | 7     | 45        | 19        | 3    | 2    | 315     | 111     |

## Кар'єра у збірній

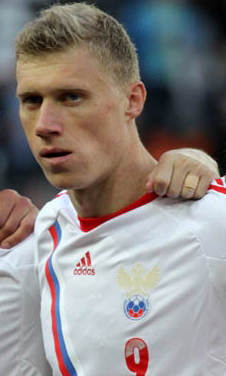
Павло Погребняк у складі збірної Росії на Євро-2012.

Дебют Павла у збірній Росії відбувся 16 серпня 2006 року в матчі проти збірної Латвії. Погребняк вийшов на поле на 81-й хвилині матчу, замінивши Дініяра Білялетдінова, а на 90-й хвилині забив гол, який став єдиним у цьому матчі.
Разом зі збірною отримав право зіграти на Євро 2008, у відбірковому турнірі до якого зіграв 5 матчів і забив 1 гол. Проте 28 травня в товариському матчі проти збірної Сербії отримав травму коліна, внаслідок чого змушений був пропустити чемпіонат. Замість нього на турнір був заявлений Олег Іванов.
3 вересня 2010 року оформив перший свій дубль у складі збірної, принісши росіянам перемогу в матчі зі збірною Андорри.
| 01. | 16.08.2006 | Росія     | «Локомотив», Москва            | Росія — Латвія    | 1-0 | Товариський матч         | 90+3'      |
| 02. | 11.10.2006 | Росія     | «Петровський», Санкт-Петербург | Росія — Естонія   | 2-0 | Відбірковий матч ЧЄ-2008 | 78'        |
| 03. | 23.05.2008 | Росія     | «Локомотив», Москва            | Росія — Казахстан | 6-0 | Товариський матч         | 26' (пен.) |
| 04. | 28.05.2008 | Німеччина | «Вакер-Шпортпарк», Бургхаузен  | Сербія — Росія    | 1-2 | Товариський матч         | 12'        |
| 05. | 10.09.2008 | Росія     | «Локомотив», Москва            | Росія — Уельс     | 2-1 | Відбірковий матч ЧС-2010 | 81'        |
| 06. | 03.09.2010 | Андорра   | «Комуналь», Андорра-ла-Велья   | Андорра — Росія   | 0-2 | Відбірковий матч ЧЄ-2012 | 13'        |
| 07. | 03.09.2010 | Андорра   | «Комуналь», Андорра-ла-Велья   | Андорра — Росія   | 0-2 | Відбірковий матч ЧЄ-2012 | 64' (пен.) |
| 08. | 10.08.2011 | Росія     | «Локомотив», Москва            | Росія — Сербія    | 1-0 | Товариський матч         | 53'        |

## Досягнення
Командні трофеї
- Чемпіон Росії (2007)
- Володар Суперкубка Росії (2008)
- Володар Кубка Росії (2017/18)
- Володар Кубка УЄФА (2007/08)
- Володар Суперкубка УЄФА (2008)
- Бронзовий призер чемпіонату Росії (2009)

Особисті досягнення
- Заслужений майстер спорту Росії (2008)[11]
- Найкращий бомбардир Кубка УЄФА 2007/08 (10 голів + 1 гол на кваліфікаційному етапі)
- У списках «33 найкращих футболістів чемпіонату Росії» (2): № 2 (2006,2008)

Нагороди
- Відзнака «За заслуги перед Томською областю»[12]

## Особисте життя
- Одружений. Дружину звуть Марія. Має двох дітей.
- Молодші брати Павла — Кирило та Микола — також футболісти. Виступають за футбольний клуб «Том».